# Syringa tibetica
Syringa tibetica (Бузок тибетський) — дерево з білими квітами з родини маслинові (Oleaceae). Природна зона поширення знаходиться в Тибеті.

## Ботанічний опис
Бузок тибетський — росте у відкритій багатостебловій формі і виростає від 2,5 до 4 метрів висотою. У бузку тибетського густо ворсисті гілки з листками, стебла яких мають довжину від 1 до 1,3 см. Листя просте, довжиною від 7 до 10 сантиметрів і шириною від 3,5 до 5 сантиметрів, довгасте до довгасто-еліптичного, із загостреним або коротко загостреним кінчиком і клиноподібною до більш-менш округлою основою. Верхівка листя рідко ворсиста, за винятком листкових жилок, нижня частина густо ворсиста або лише ворсиста вздовж листкових жилок.
Суцвіття виростає довжиною від 7 до 13 сантиметрів, має дрібні квітки. Чашка завдовжки від 2 до 3 міліметрів, віночок воронковидний, білий, з вузькою циліндровою трубкою завдовжки 5 — 7 міліметрів. пильовики жовті і виступають далеко від коронкової трубки. Плоди не спостерігалися. Бузок тибетський цвіте у червні.

## Ареал
Природна територія поширення знаходиться в Китаї у Тибетському автономному регіоні в графстві Джіронг. Там бузок тибетський росте на лісових узліссях на висоті від 2900 до 3200 метрів

## Систематика
Бузок тибетський  — це вид з роду бузок родини маслинових. Вид був вперше описаний у 1979 році. Узагальнена назва «Сирінга» була обрана Карлом Ліннеєм в 1753 році. Латинська назва походить від грецької «сиринги», музичного інструменту, роду флейти.